# Charmex

Die im Jahr 2009 vorgestellte Taucheruhr 20'000 Feet

Weltrekord-Zertifikat für die Taucheruhr 20'000 Feet

Die Montres Charmex SA ist ein Uhrenhersteller aus Liestal, Schweiz, gegründet 1926 von Max Bürgin mit dem Grundsatz „Meine Käufer sollen nur das Beste für ihr Geld bekommen“. Max Bürgin investierte viel in Technik und qualifizierte Uhrmacher, um die Qualität zu erhöhen und das klassische Charmex-Design zu entwickeln. Unter der Leitung seines Sohnes Manfred Bürgin wurde die Modellpalette erweitert, der Name wurde auf Charmex – of Switzerland geändert. Im Jahr 1992 folgte als weitere Marke Swiss-Military, mit der sich Charmex als Hersteller von Schweizer Armeeuhren ein weiteres Tätigkeitsfeld aufbaute.
In der dritten Generation mit Frank M. Bürgin werden nunmehr unter anderem Automatikuhren mit COSC-Zertifizierung gefertigt. Mit der Taucheruhr „12'000 Feet“ von Swiss-Military produzierte das Unternehmen eine Uhr, die 2005 den Tiefenrekord für serienmäßig gefertigte Taucheruhren aufstellte. Dies führte zu einem Eintrag im Guinness-Buch der Rekorde.
Dieser Rekord wurde im Jahr 2009 nochmals wiederholt, als Charmex auf der Uhrenmesse Baselworld die "20'000 Feet" vorstellte: Der mechanische Chronograph im Titangehäuse widersteht einer Tiefe von über 6.000 Meter. Dies ist die einzige seriengefertigte Dreizeigeruhr mit mechanischem Werk, die diesen Druck ohne Schaden übersteht.